# D14 (hunebed)
Hunebed D14 ligt ten zuiden van Eext schuin tegenover het voormalige station Station Eext in de Nederlandse provincie Drenthe. Deze plaats wordt ook wel aangeduid als Eexterhalte. Het hunebed ligt ten oosten van de Stationsstraat en is hiervandaan via een graspad te bereiken.

## Bouw
D14 is een van de grotere hunebedden in Nederland, het hunebed is 18 meter lang en 4,5 meter breed. Het heeft 18 draagstenen en twee sluitstenen. Tegenwoordig zijn nog zes dekstenen aanwezig, waarschijnlijk waren dit er oorspronkelijk acht of negen. Er zijn nog drie poortstenen en acht kransstenen overgebleven.

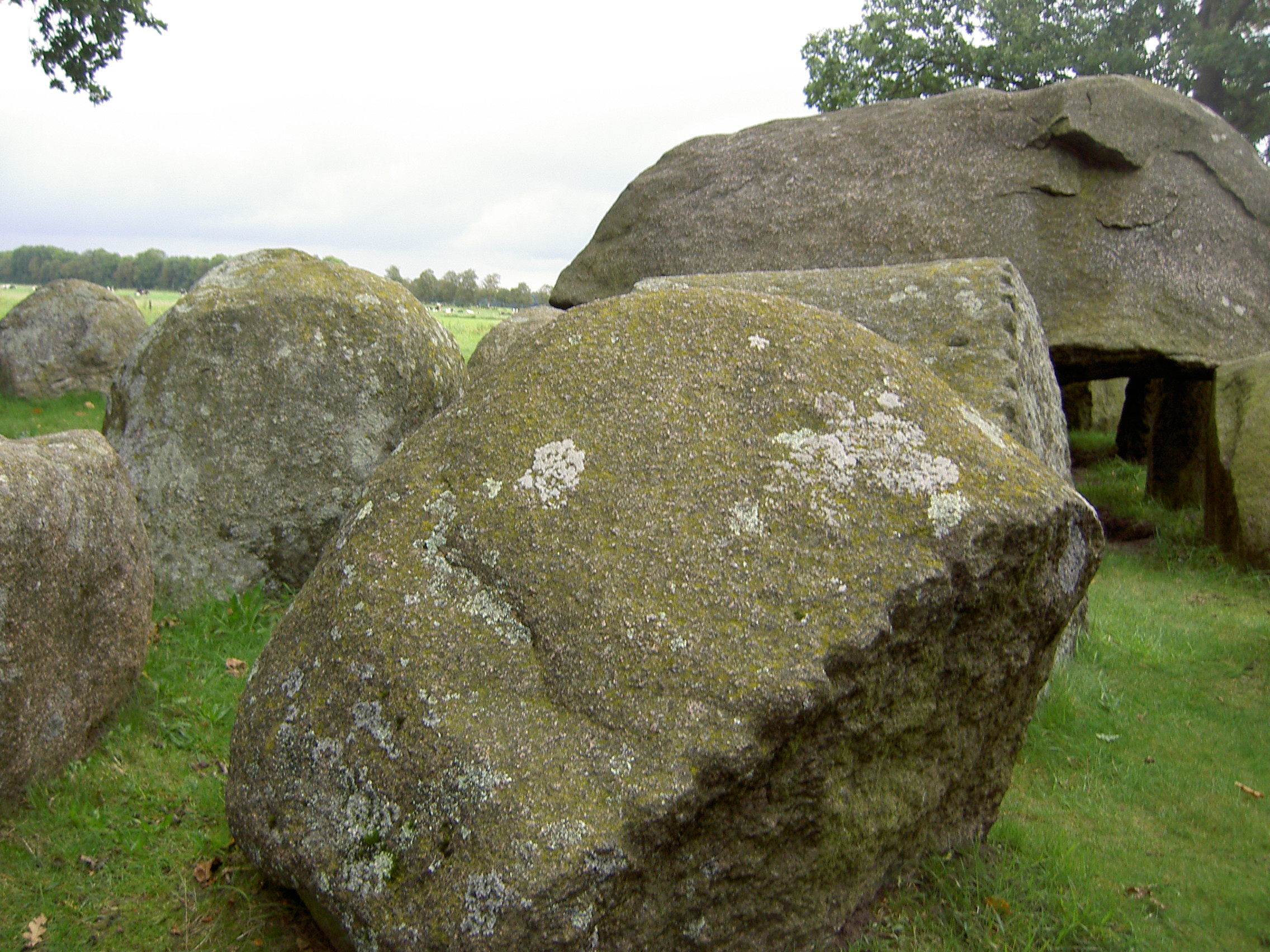
Er zijn duidelijk boorgaten in deze - in de grafkelder gevallen - stenen zichtbaar

Op enkele stenen zijn duidelijk sporen te zien, er is in het verleden in geboord. In de gaten werd buskruit gestopt en tot ontploffing gebracht of men stopte wiggen in de gaten en brak de steen. De stenen werden op deze manier kleiner gemaakt. In de middeleeuwen werden de stenen van hunebedden gebruikt voor de bouw van kerken en in de 18e eeuw werden zeeweringen versterkt. In de 19e eeuw werd vergruisd graniet gebruikt voor wegverharding. In 1734 kwam een verbod op de beschadiging van de monumenten, maar desondanks verdwenen er nog stenen na die tijd.

## Geschiedenis
Het hunebed wordt genoemd in 1756 door Johannes van Lier en in 1769 door P. Camper. Het hunebed wordt in 1871 ondeskundig gerestaureerd, waarbij een deel van de dekheuvel wordt weggegraven.
Van Giffen noemt dit hunebed "gestoord en onvolledig". In 1927 wordt het hunebed onderzocht en gerestaureerd door Van Giffen. Hij trof er meer dan twintigduizend scherven van aardewerk aan. In een munt lag een zilveren denarius (munt) uit de tijd van keizer Augustus. Ook in 1960, 1965 en 1996 vinden restauraties plaats.
Het Fries Museum ontdekte een tekening van Alma Tadema van D14 en er wordt voorgesteld om het hunebed aan te passen, zodat de veranderingen uit 1965 ongedaan gemaakt worden.
In april 2019 werd bekend dat er een deksteen van de draagstenen is geduwd. Stichting Het Drentse Landschap heeft hulp ingeroepen van de Rijksdienst voor het Cultureel Erfgoed om het hunebed te herstellen. De Hunebeddenbeheergroep (provincie Drenthe, Staatsbosbeheer, Het Drentse Landschap, Rijksdienst voor het Cultureel Erfgoed en het Hunebedcentrum te Borger) bestuderen wat de beste manier is om het hunebed te restaureren. De Hunebeddenbeheergroep heeft RAAP opdracht gegeven afbeeldingen, opgravingstekeningen en documenten te bestuderen en daardoor is duidelijk dat de positie van de stenen is gewijzigd tijdens de restauratie in 1927. De Technische Universiteit Delft voert een pilot uit; met 3D-technieken is het hunebed gescand. Dit is onderdeel van het Programma Instandhouding Archeologische Rijksmonumenten. Hiermee moet het meest veilige scenario om het hunebed te restaureren worden bepaald.

## Society of Antiquaries[11]
In Engeland ontstond in de jaren zeventig van de 19e eeuw bezorgdheid over de wijze waarop in Nederland hunebedden werden gerestaureerd. In die kringen was men vooral bezorgd dat met de restauraties het oorspronkelijk beeld van de situatie verloren zou gaan. De directeur van de Society of Antiquaries in Londen verzocht de oudheidkundigen William Collings Lukis en sir Henry Dryden om de staat waarin de hunebedden zich op dat moment bevonden nauwkeurig vast te leggen. Zij bezochten in juli 1878 Drenthe en brachten veertig hunebedden op de Hondsrug in kaart. Ze hebben opmetingen verricht en beschreven de aangetroffen situatie, die zij tevens vastlegden in een serie aquarellen. Hun rapportage aan de Society of Antiquaries verscheen echter niet in druk. Hun materiaal werd bewaard bij de Society of Antiquaries, het Guernsey Museum & Art Gallery en het Drents Museum. Het Ashmolean Museum in Oxford bezit kopieën van hun werk. In 2015 publiceerde de Drentse archeoloog dr. Wijnand van der Sanden alsnog hun werk. Hij voorzag hun materiaal van een uitgebreide inleiding. Ook schetste hij de ontwikkelingen met betrekking tot het archeologisch onderzoek van de hunebedden na hun onderzoek tot 2015. Hij gaf als oordeel dat het werk van Lukis en Dryden van hoge kwaliteit was. In het Drents Museum was in 2015 een tentoonstelling over het werk.

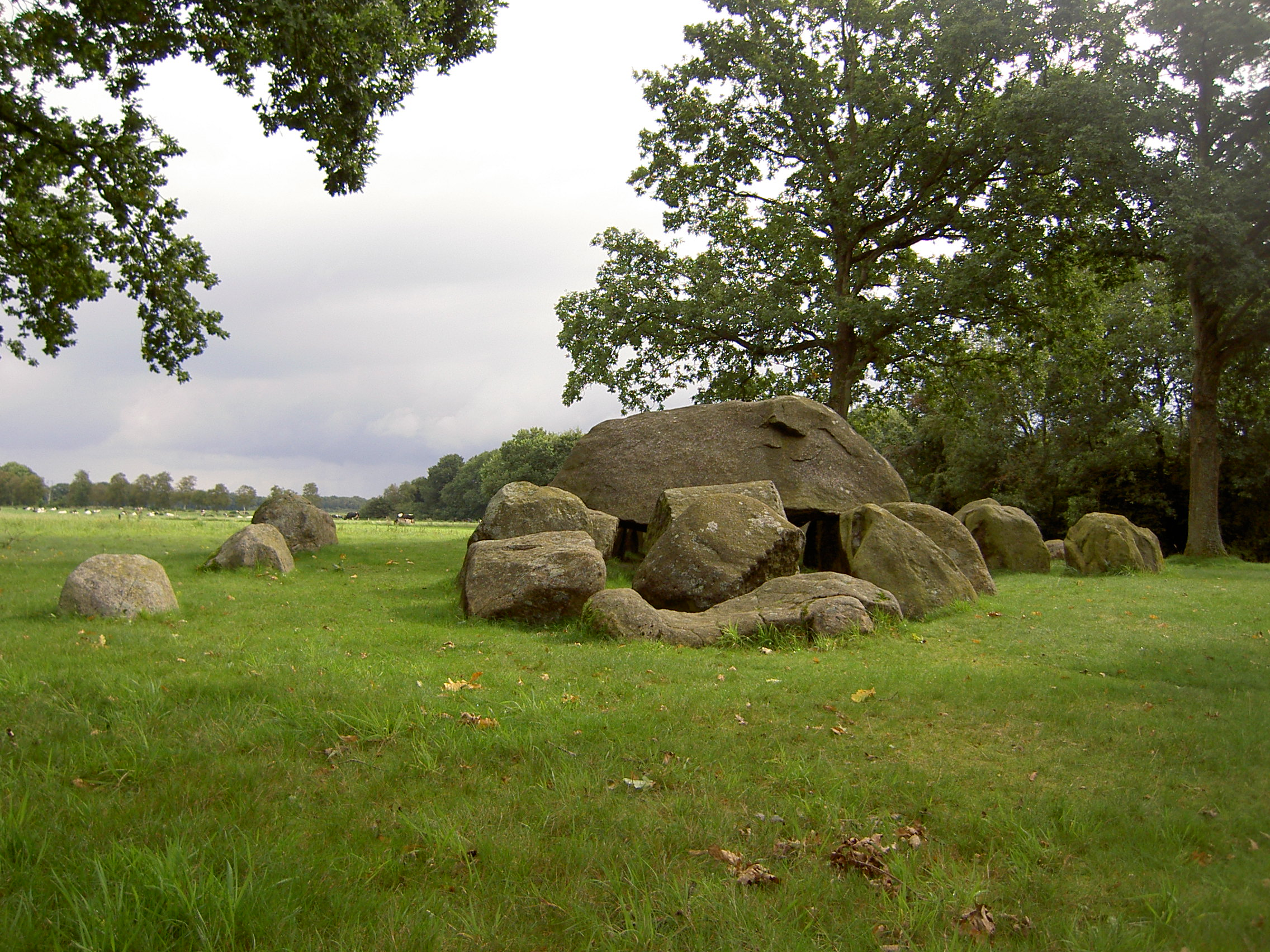
Er zijn enkele stenen in de grafkelder gevallen

Hunebed D14 is weergegeven op Plan IX: Lukis beschreef de aanwezigheid van 20 draagstenen. De ingang lag aan de zuidzijde. Er waren nog sporen van de dekheuvel, deze was 30 meter lang en 18 meter breed. Er waren talloze fragmenten van urnen en mogelijk verbrande menselijke botten vlak onder de oppervlakte. Hij schonk veel fragmenten, een deel van een stenen bijl en een pijlpunt aan het Drents Museum. Ook Willem Pleyte van het Rijksmuseum van Oudheden bezat, volgens Lukis, veel fragmenten die hij op deze locatie zou hebben gevonden, waaronder gedeelten van vier bakplaten. Lukis vermeldde dat de archeoloog Janssen in 1840 beschreef dat de achtste deksteen miste, er waren destijds nog zeven dekstenen aanwezig.

## Tekening van het hunebed door Lourens Alma Tadema
De archeoloog Wijnand van der Sanden beschrijft in een artikel in Paleo-aktueel uit 2016 de vondst van een schetstekening van het hunebed bij Eexterhalte gemaakt door Lourens Alma Tadema. De tekening is niet gedateerd. Van der Sanden veronderstelt dat de tekening kort na het tweede huwelijk van Alma Tadema d.d. 29 juli 1871 gemaakt is, tijdens een familiebezoek naar Nederland.

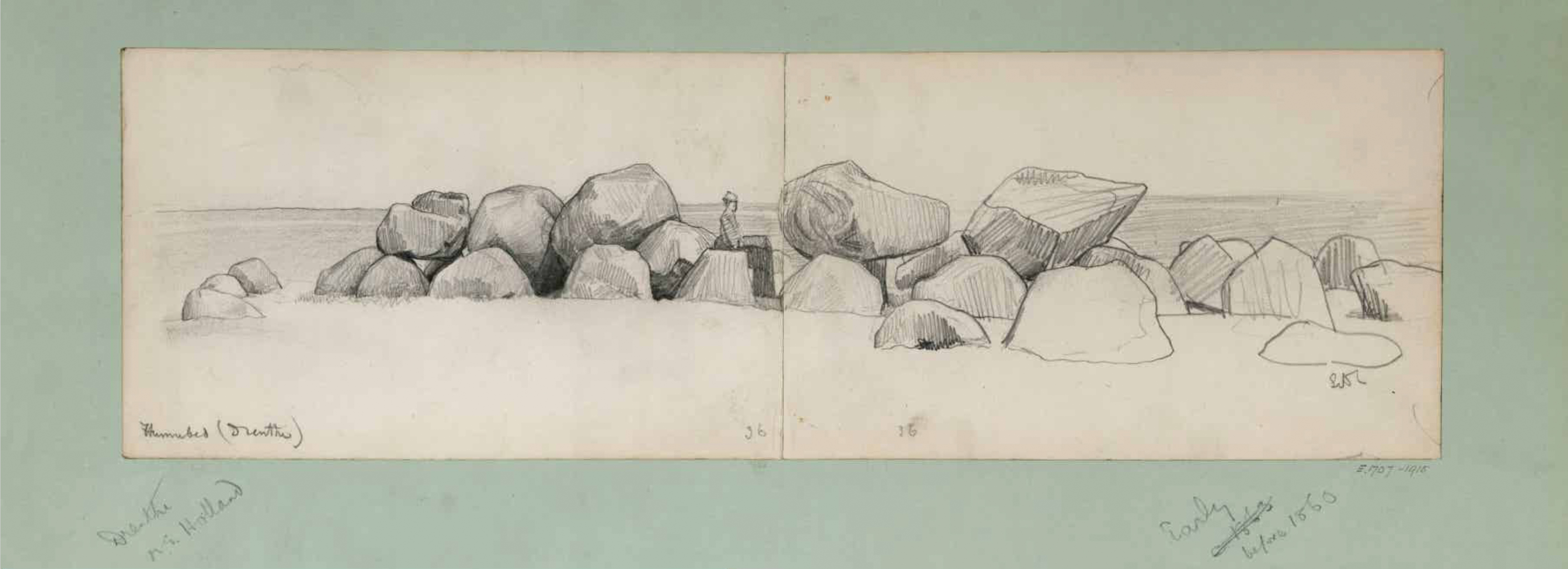
Schets van het hunebed door Alma Tadema

## Trivia
Hunnebed D14 was de locatie van de postcard van Noord-Macedonië op het Eurovisiesongfestival 2021.